# Gorrenberg

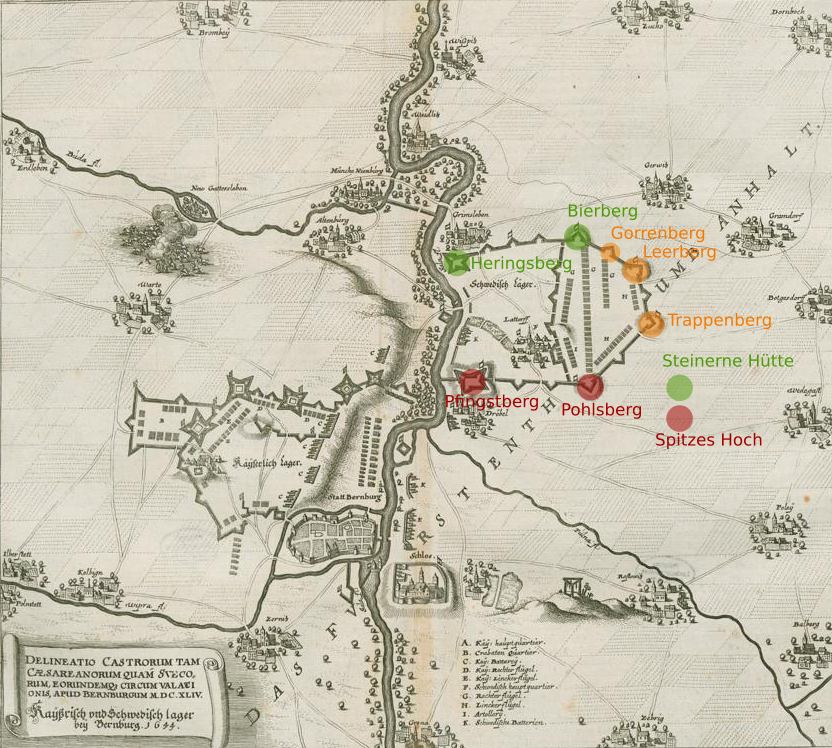
Prähistorische Grabmonumente bei Bernburg, die 1644 in die Befestigung eines schwedischen Heerlagers integriert wurden. Grün: Großsteingräber, rot: Grabhügel, orange: heute zerstörte Anlagen (vermutlich Grabhügel)

Der Gorrenberg war eine künstliche Erhebung, wahrscheinlich ein vorgeschichtlicher Grabhügel bei Gerbitz, einem Ortsteil von Nienburg (Saale) im Salzlandkreis (Sachsen-Anhalt).

## Lage
Der Hügel befand sich südlich von Gerbitz auf einem Feld. Unmittelbar südwestlich seines einstigen Standorts befinden sich heute die Kalkteiche von Latdorf. In der näheren Umgebung existierten ursprünglich zahlreiche weitere vorgeschichtliche Grabmonumente, von denen heute nicht mehr alle erhalten sind. Einige hundert Meter südöstlich lag der vermutliche Grabhügel Leerberg, nordwestlich befindet sich das Großsteingrab Bierberg, westlich das Großsteingrab Heringsberg, südlich der Galgenberg, der Trappenberg, das Großsteingrab Steinerne Hütte und der Grabhügel Spitzes Hoch sowie südwestlich die Grabhügel Pohlsberg und Pfingstberg.

## Geschichte des Hügels
Aus Karten des 17. Jahrhunderts geht hervor, dass der schwedische Feldherr Lennart Torstensson 1644 während des Dreißigjährigen Krieges bei Bernburg ein Heerlager errichtete, welches Latdorf umschloss und den Heringsberg, den Bierberg, (eventuell) den Gorrenberg, den Leerberg, den Trappenberg, den Pohlsberg und den Pfingstberg als Aussichtspunkte für die Bastionen der Befestigung nutzte.
Heinrich Lindner nannte 1833 neben dem Trappenberg, dem Galgenberg und dem Legerberg (Leerberg) noch einen Bruchberg als erhaltenes Monument. Bei letzterem dürfte es sich um den Gorrenberg handeln. Dieser wurde wohl erst im 20. Jahrhundert vollständig abgetragen. Auf einem Messtischblatt von 1938 ist er noch verzeichnet. Vorgeschichtliche Funde sind nicht bekannt geworden.